# École centrale de Nantes
La École Centrale de Nantes è un'università francese, grande école d'Ingegneria istituita nel 1919, situata a Nantes nel campus della France AEROTECH.

## Didattica
Si possono raggiungere i seguenti diplomi: 
- Ingénieur Centralien de Nantes (Centralien Graduate ingegnere Master)
- Laurea magistrale, Master ricerca & Doctorat (PhD studi di dottorato)
- Laurea specialistica, Master specializzati (Mastère MS Spécialisé)[2].

## Doppie lauree École Centrale de Nantes
Il programma T.I.M.E. (Top Industrial Managers for Europe) è un progetto di doppia laurea dedicato a tutti gli studenti di ingegneria.
Si può sostituire il terzo anno di Ingegneria con due anni di permanenza nella École Centrale de Nantes. 
Al ritorno in Italia, gli studenti, ottenuta la Laurea, si iscrivono a un corso di Laurea Magistrale in Ingegneria presso la Facoltà di Ingegneria. Al conseguimento della Laurea Magistrale, lo studente ottiene anche il titolo Master rilasciato dalla École Centrale de Nantes.

## Centri di ricerca
La ricerca alla École centrale de Nantes organizzata attorno a 6 poli tematici
- Idrodinamica, Energia e Ambiente atmosferica ;
- Architetture;
- Cibernetico;
- Ingegneria civile e meccanica ;
- Matematica ;
- High Performance Computing.